# كامان إتش إتش-43 هوسكاي
كامان إتش إتش-43 هوسكاي (بالإنجليزية: Kaman HH-43 Huskie)‏ هي مروحية عديمة دوار الذيل أنتجت في الولايات المتحدة. من صناعة كامان للطائرات. كانت تستخدم بشكل أساسي من قبل القوات الجوية الأمريكية. كان أول طيران لها في 1947.

## المستخدمون
- القوات الجوية الأمريكية
- قوات مشاة بحرية الولايات المتحدة
- بحرية الولايات المتحدة